# La viuda valenciana

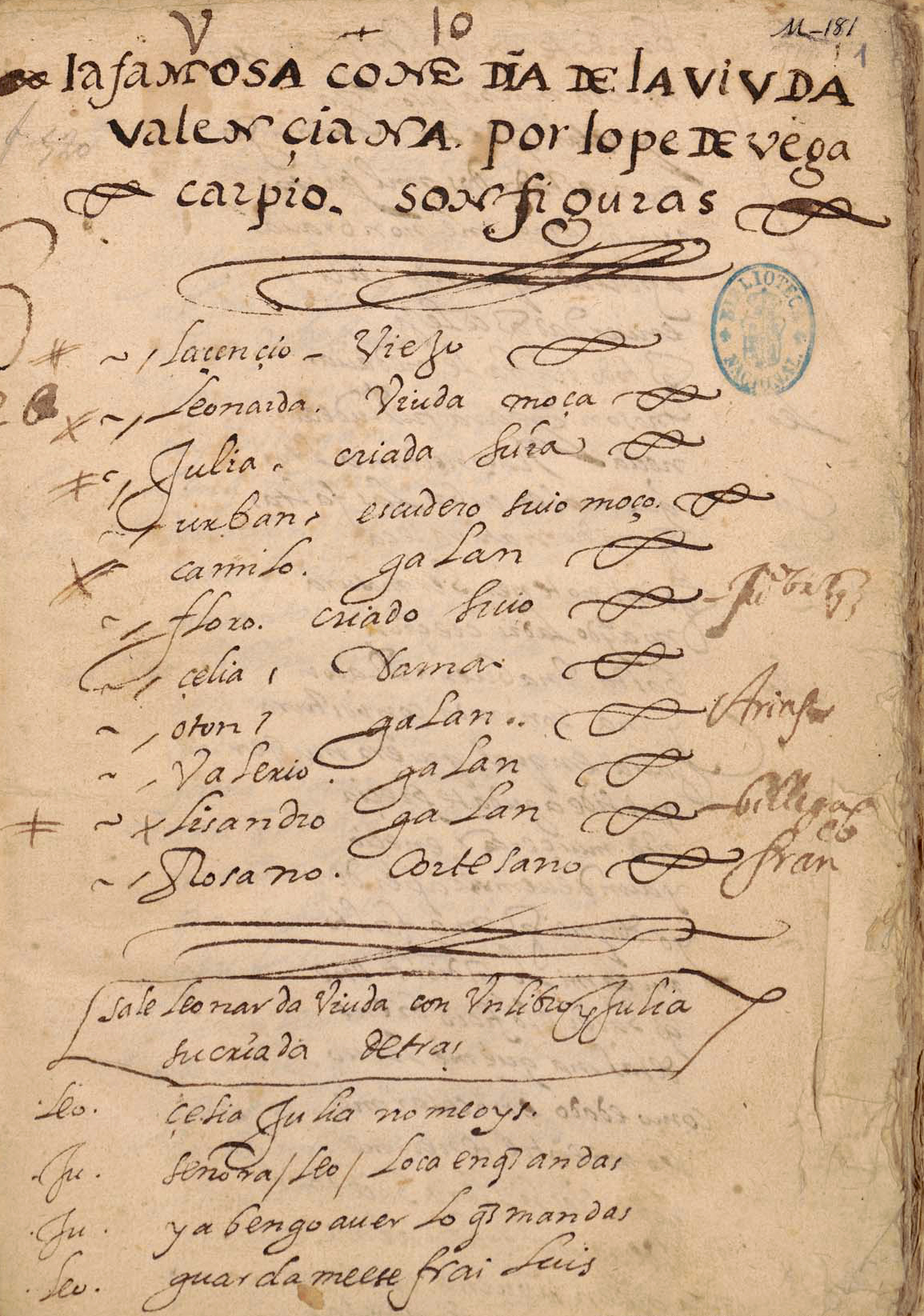
Incipit (f. 1r.) de una copia manuscrita del de La viuda valenciana.

La viuda valenciana o El arte de nadar y guardar la ropa es una obra de teatro escrita entre 1595 y 1600, y publicada en 1620 en la Parte XIV de las comedias de Lope de Vega.

## Contexto de la obra
La viuda valenciana fue escrita alrededor de 1600 como resultado de la inspiración que tomó de la visita de Lope de Vega a la ciudad de Valencia con su nuevo patrón, el futuro Conde de Lemos. Estaban allí para el matrimonio del rey Felipe III con Margarita de Austria. Se sabe que la obra ya había sido compuesta con bastante anterioridad a su publicación, pues Lope ya la cita entre las comedias cuya lista incluye en la primera edición de El Peregrino en su patria (1604).  La viuda Valenciana, como muchas otras de las obras de Lope estaba íntimamente relacionada con sus circunstancias de vida, en su propio entorno los casos de amoríos llevados más o menos en secreto parecen haber sido bastante frecuentes y él mismo protagonizó algunos casos. El caso de la viuda se hace más evidente con la dedicatoria dirigida a su amante Marcia Leonarda, seudónimo de Marta Nevares, que por ese entonces había enviudado. La dedicatoria está llena de insinuaciones a la viuda y escarnio al difunto marido, sucesos como estos alimentaron la obra de Lope.
La Viuda Valenciana, al ser una comedia teatral, se concibió para ser representada, antes de ser publicada y vendida junto a otras obras, por lo que circuló en forma manuscrita antes de ser impresa en la Parte Catorce de las Comedias de Lope de Vega Carpio (en Madrid, por Juan de la Cuesta, a costa de MIguel de Siles, 1620), como testimonia un manuscrito conservado en la BIblioteca Nacional de España con signatura MS 15032 y consultable en versión digitalizada en la Biblioteca Digital Hispánica.

## Argumento
La trama está basada en una novella del escritor italiano Matteo Bandello, lejana reelaboración del mito de Cupido y Psique, con la diferencia que invierte el papel de los protagonistas, es decir con una mujer oculta, velada o encontrada en la oscuridad encarnada en Leonarda, una mujer bella y aún joven que acaba de perder a su marido. Como no es infrecuente en las obras de capa y espada, es la mujer, en este caso la viuda, quien impulsa la acción, aunque al principio quiere quedarse en casa, llorando a su marido muerto. La viuda se muestra firme en rechazar los acercamientos amorosos de sus pretendientes Otón, Valerio y Lisandro, no por fidelidad al recuerdo de su marido sino por conservar su libertad que el matrimonio comprometería. Se mantiene por tanto alejada de la vida social, leyendo textos piadosos y contemplando imágenes sagradas, una de ellas pintada por Francisco Ribalta, hasta que cambia de opinión al ver a un joven guapo, Camilo, apuesto caballero que se cruza en su camino. A partir de ese momento, perseguirá su nuevo objetivo, aunque siempre manteniendo las apariencias. Para ello la viuda lo hará acompañar hasta su casa, de noche, por uno de los fieles servidores de ella, con los ojos vendados y se darán una serie de citas a oscuras para que el hombre no pueda saber con quién está compartiendo sus encuentros eróticos nocturnos. Por fin se descubrirán las identidades y Leonor aceptará el matrimonio con Camilo.

## Problemas de datación
La posible datación de la obra dentro de la producción de Lope la sitúan en un periodo entre 1595 y 1599, esto según el análisis métrico de Morley y Courtney Bruerton, por otra parte, Thornton Wilder apunta a 1600 como fecha de composición.

## Ediciones antiguas
Lope de Vega no se preocupó de la impresión de sus comedias famosas,  “aquellos versos mercantiles” no escritos “por opinión, sino por dinero”, según expresiones del propio Fénix, por lo que a pesar de saber que los editores se lucraban con su trabajo imprimiendo los textos teatrales en los volúmenes llamados Partes de comedias, que contenían doce de ellas, el dramaturgo no revisaba ni asistía en su producción. La primera de estas partes de sus comedias se publicó en 1604, y no es hasta 1617 cuando Lope finalmente empieza a supervisar la edición de la Parte novena, tarea que continuará desde ese año hasta la publicación de la parte XX.
El primer registro que se tiene de la existencia de la obra de teatro La viuda valenciana es por la lista de obras que encabeza el prólogo de su novela El peregrino en su patria de 1604. De esta época se registra un manuscrito superviviente posiblemente de principios del siglo XVII de la biblioteca Nacional de España copia que no tiene registro de su procedencia. La versión impresa más antigua es la que aparece en la Parte XIV de las comedias de Lope de Vega.

## Representaciones recientes
La obra se ha interpretado en numerosas ocasiones sobre los escenarios españoles en los ss. XX y XXI. Pueden mencionarse las siguientes puestas en escena:
- Teatro María Guerrero, 1960.
  - Adaptación: Josefina Sánchez-Pedreño.
  - Dirección: Ángel Fernández Montesinos.
  - Intérpretes: Carmen Bernardos (Leonarda), Ramón Corroto (Camilo), Manuel Andrés, Francisco Valladares, Lola Cardona, José Caride, Manuel Tejada.

- Televisión, TVE, El Teatro, 28 de abril de 1975.
  - Intérpretes: María del Puy (Leonarda), Fernando Guillén (Camilo), Pedro Osinaga, Maite Blasco, Ramón Corroto, Guillermo Montesinos, Pepe Sancho.

- Televisión, TVE, Las pícaras, 22 de abril de 1983.
  - Dirección: Francisco Regueiro
  - Adaptación libre y Guion: Francisco Regueiro y Alfredo Mañas.
  - Intérpretes: Cristina Marsillach (Leonarda), Achero Mañas (Julianilla), Francisco Cecilio, Teresa del Río, Luis Lorenzo, Antonio Iranzo, José Vivó.

- Teatro Rialto, Valencia, 2008.
  - Dirección: Vicente Genovés.
  - Intérpretes: Alicia Ramírez (Leonarda), Juanjo Prats (Camilo), Cesca Salazar, Paco Alegre, Pepe Miravete, Jaime Linares.

- Televisión, TVE, Estudio 1, 28 de diciembre de 2010. Audiencia: 671.000 espectadores y 3,4% de cuota de pantalla.[4]
  - Intérpretes: Aitana Sánchez-Gijón (Leonarda), Fran Perea (Camilo), Jorge Roelas, María Álvarez, Joaquín Climent, María Isasi.

## En otras disciplinas artísticas
En 1940 el compositor armenio Aram Jachaturián finalizó la música para la obra escénica La Viuda Valenciana (Op.45). Diecisiete años después, en 1957, a partir de ella, extrae la suite orquestal.